# Ляпино (Ярославская область)
Ляпино — деревня в Ярославском районе Ярославской области. Входит в состав Заволжского сельского поселения.

## География
Находится в восточной части Ярославской области на расстоянии приблизительно 9 км на юго-восток по прямой от станции Филино.

## История
В 1859 году здесь (деревня Ярославского уезда Ярославской губернии) было учтено 7 дворов, в 1898 — 9.

## Население
Численность населения: 34 человека (1859 год), 11 (русские 100 %) в 2002 году, 10 в 2010.

## Инфраструктура
Ближайшая остановка общественного транспорта находится в Нижнем посёлке Ярославля, в 4 км от деревни. Там же расположены продуктовые магазины.